# Justin Snith
Justin Snith (Calgary, 8 dicembre 1991) è un ex slittinista canadese, medaglia d'argento olimpica nella gara a squadre a Pyeongchang 2018.

## Biografia
Specialista del doppio e da sempre in coppia con Tristan Walker, ha iniziato a gareggiare per la nazionale canadese nelle varie categorie giovanili conquistando una medaglia di bronzo ai campionati mondiali juniores nel doppio a Nagano 2009.

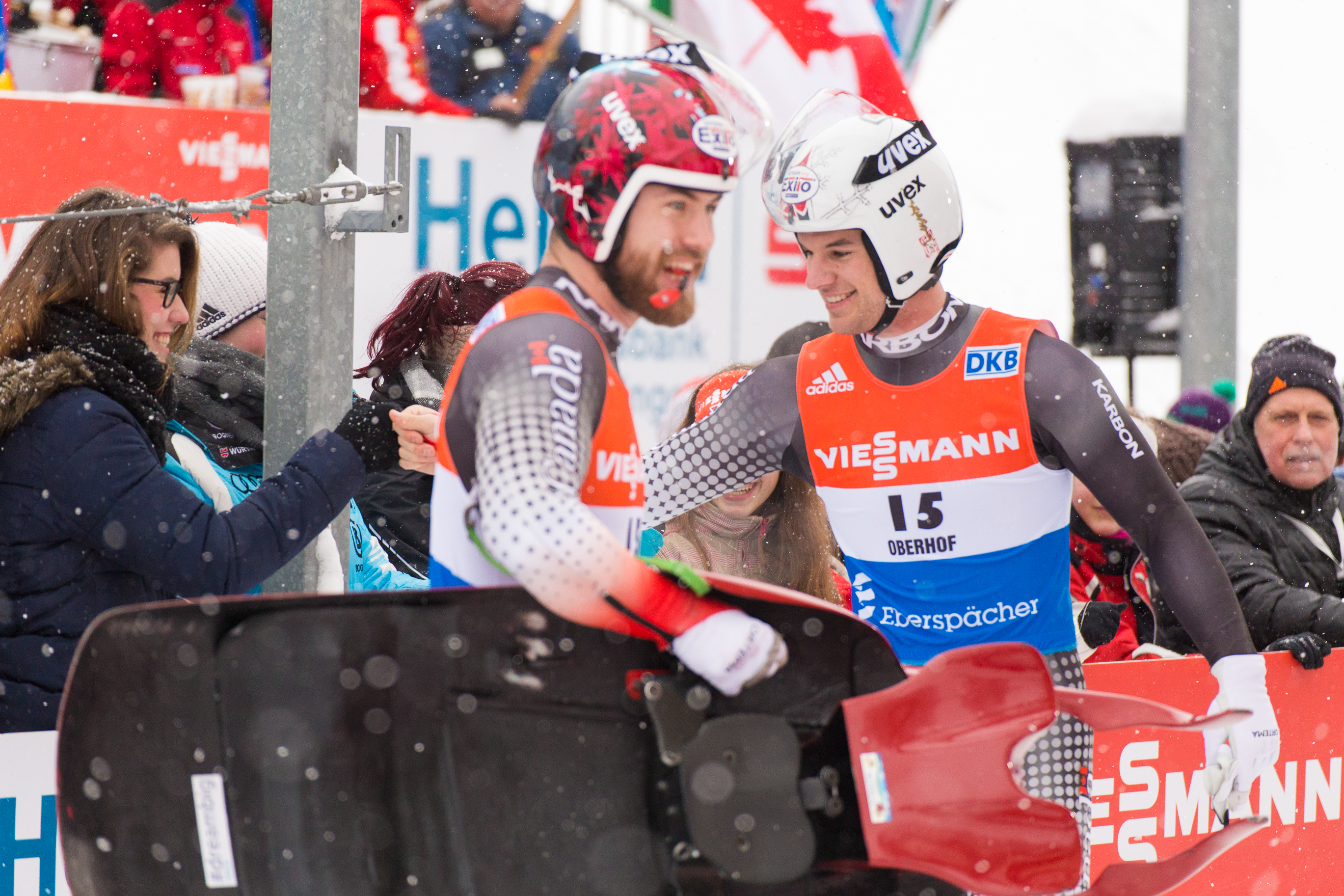
Justin Snith (a destra) a Oberhof nel 2016

A livello assoluto ha esordito in Coppa del Mondo nella stagione 2008/09, ha conquistato il primo podio il 28 novembre 2010 nella gara a squadre ad Igls (2°) e la prima vittoria il 27 novembre 2011 sempre nella gara a squadre e sempre ad Igls. In classifica generale come miglior risultato si è piazzato al settimo posto nella specialità del doppio nel 2013/14.
Ha preso parte a tre edizioni dei Giochi olimpici invernali: a Vancouver 2010 si è classificato in quindicesima piazza nel doppio, a Soči 2014 ha ottenuto la quarta posizione sia nella prova biposto sia in quella a squadre ed a Pyeongchang 2018 è giunto al quinto posto nel doppio e ha vinto la medaglia d'argento nella prova a staffetta.

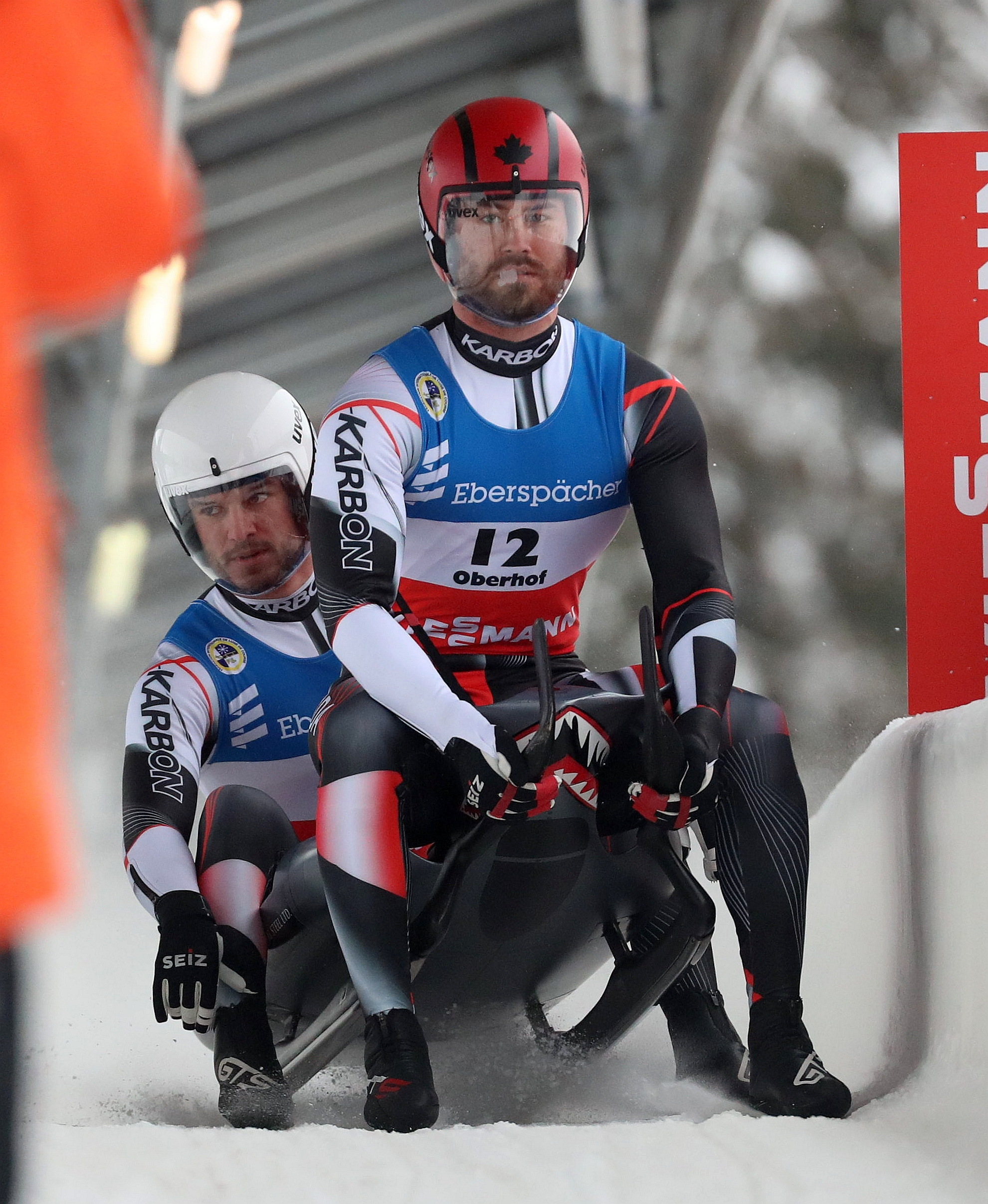
Snith (dietro) e Walker in gara a Oberhof nel 2021

Ha preso parte altresì a otto edizioni dei campionati mondiali vincendo un totale di quattro medaglie. Nel dettaglio i suoi risultati nelle prove iridate sono stati, nel doppio: ottavo a Cesana Torinese 2011, tredicesimo ad Altenberg 2012, quarto a Whistler 2013, undicesimo a Sigulda 2015, ottavo a Schönau am Königssee 2016, nono a Igls 2017, squalificato a Winterberg 2019 e gara non conclusa a Schönau am Königssee 2021; nel doppio sprint: settimo a Schönau am Königssee 2016, decimo a Igls 2017, tredicesimo a Winterberg 2019 e nono a Schönau am Königssee 2021; nelle prove a squadre: medaglia di bronzo ad Altenberg 2012, medaglia d'argento a Whistler 2013, medaglia di bronzo a Sigulda 2015, medaglia di bronzo a Schönau am Königssee 2016, sesto a Igls 2017 e quinto a Winterberg 2019. Vanta inoltre una medaglia d'oro e due d'argento nella speciale classifica riservata agli under 23.
Nei campionati pacifico-americani ha conquistato cinque medaglie d'oro nel doppio: a Lake Placid 2013, a Whistler 2014, a Calgary 2016 e a Calgary 2018, oltre a due d'argento.

## Palmarès

### Olimpiadi
- 1 medaglia:
  - 1 argento (gara a squadre a Pyeongchang 2018).

### Mondiali
- 4 medaglie:
  - 1 argento (gara a squadre a Whistler 2013);
  - 3 bronzi (gara a squadre ad Altenberg 2012; gara a squadre a Sigulda 2015; gara a squadre a Schönau am Königssee 2016).

### Pacifico-americani
- 8 medaglie:
  - 6 ori (doppio a Lake Placid 2013; doppio a Whistler 2014; doppio a Calgary 2016; doppio a Calgary 2018; doppio a Whistler 2020; doppio a Soči 2022);
  - 2 argenti (doppio a Calgary 2012; doppio a Lake Placid 2015).

### Mondiali under 23
- 3 medaglie:
  - 1 oro (doppio a Whistler 2013).
  - 2 argenti (doppio a Cesana Torinese 2011; doppio ad Altenberg 2012).

### Mondiali juniores
- 1 medaglia:
  - 1 bronzo (doppio a Nagano 2009).

### Coppa del Mondo
- Miglior piazzamento in classifica generale nel doppio: 7° nel 2013/14.
- 21 podi (3 nel doppio, 1 nel doppio sprint, 17 nelle gare a squadre):
  - 3 vittorie (tutte nelle gare a squadre);
  - 11 secondi posti (tutti nelle gare a squadre);
  - 7 terzi posti (3 nel doppio, 1 nel doppio sprint, 3 nelle gare a squadre).

#### Coppa del Mondo - vittorie
| Data             | Luogo       | Paese       | Disciplina                                                        |
| ---------------- | ----------- | ----------- | ----------------------------------------------------------------- |
| 27 novembre 2011 | Igls        | Austria     | Gara a squadre con Alex Gough, Samuel Edney e Tristan Walker      |
| 21 febbraio 2016 | Winterberg  | Germania    | Gara a squadre con Arianne Jones, Mitchel Malyk e Tristan Walker  |
| 3 dicembre 2016  | Lake Placid | Stati Uniti | Gara a squadre con Kimberley McRae, Samuel Edney e Tristan Walker |